# Folsom
Folsom je město ve Spojených státech amerických. Nachází se v okrese Sacramento County ve státě Kalifornie. Ve městě žije  obyvatel a jeho rozloha činí . Je 93. nejlidnatějším městem v Kalifornii. Nejvyšším bodem města je Carpenter Hill.

## Partnerská města
- Jiaohe, Čína
- Crespano del Grappa, Itálie
- Pereira (Kolumbie), Kolumbie